# Pierangelo Iannotti
Pierangelo Iannotti (Rufina, 6 aprile 1963) è un generale e funzionario italiano, dal 27 luglio 2023 Direttore Centrale per i Servizi Antidroga.

## Storia
Nasce a Rufina (FI) il 6 aprile 1963, intraprendendo la carriera militare nel 1983.
Terminata la scuola ufficiali nel 1987, nei gradi di tenente e poi di capitano, ha ricoperto l'incarico di comandante di plotone e di compagnia del II Battaglione della Scuola Allievi Sottufficiali Carabinieri di Firenze, per poi divenire comandante del Nucleo Operativo e Radiomobile della Compagnia Carabinieri di Livorno.
In seguito comanda le Compagnie Carabinieri di Varallo Sesia (VC), Aversa (CE) e Milano Duomo (MI).
Dopo aver frequentato il 3º Corso Superiore di Stato Maggiore Interforze del Centro Alti Studi per la Difesa, ha ricoperto diversi incarichi al Comando Generale dell'Arma dei Carabinieri quali capo della Sezione Comunicazione Internet e Intranet, capo Ufficio Armamenti ed Equipaggiamenti Speciali, capo Ufficio Pubblica Informazione, capo Ufficio Stampa, capo Ufficio Ordinamento e capo del III Reparto – Telematica. Successivamente promosso a colonnello diviene comandante provinciale carabinieri di Palermo.
Dall'11 settembre 2020 al 25 luglio 2023, prima da generale di brigata e poi da generale di divisione, comanda la Legione Carabinieri Toscana.
Dal 27 luglio 2023, è Direttore Centrale per i Servizi Antidroga.
È laureato in "Giurisprudenza" e in "Scienze della Sicurezza interna ed esterna" ed inoltre ha dei master in "Studi internazionali strategico-militari", "Scienze strategiche" e "Management pubblico e comunicazioni di pubblica utilità".
Dal 2004 è iscritto all'albo dei giornalisti del Lazio.